# ساسا كالادزيتش
ساسا كالادزيتش (بالألمانية: Saša Kalajdžić)‏ (مواليد 7 يوليو 1997 في فيينا، النمسا) هو لاعب كرة قدم نمساوي من أصل صربي يلعب مع نادي وولفرهامبتون واندررز في الدوري الإنجليزي الممتاز ومنتخب النمسا لكرة القدم في مركز الهجوم.

## روابط خارجية
- ساسا كالادزيتش على موقع الاتحاد الدولي (مؤرشف)  (الإنجليزية)
- ساسا كالادزيتش على موقع الاتحاد الأوربي (الإنجليزية)
- ساسا كالادزيتش على موقع قاعدة بيانات كرة القدم.إي يو (الإنجليزية)
- ساسا كالادزيتش على موقع ناشيونال فوتبول تيمز (الإنجليزية)
- ساسا كالادزيتش على موقع Soccerbase.com (لاعب) (الإنجليزية)
- ساسا كالادزيتش على موقع Soccerway.com (الإنجليزية)
- ساسا كالادزيتش على موقع عالم كرة القدم.نت (الإنجليزية)